# Beatnik
 Der er for få eller ingen kildehenvisninger i denne artikel, hvilket er et problem. Du kan hjælpe ved at angive troværdige kilder til de påstande, som fremføres i artiklen.

Betegnelsen beatnik blev første gang brugt af journalisten Herb Caen i en artikel i avisen San Francisco Chronicle den 2. april 1958. Caen fandt på betegnelsen ved at modificere den tidligere brugte betegnelse beatgenerationen ved at tilføje den russiske endelse "-nik", inspireret af Sputnik. Det har muligvis været Caens hensigt at portrættere medlemmerne af beat-generationen i et negativt lys ved med den nye betegnelse at antyde, at de var uamerikanske. Jack Kerouacs betegnelse, "beat-generationen", havde mere positive konnotationer ved at associere beat-generationen med ord som den musikalske definition af beat og de religiøse konnotationer af det engelske ord beatitude, dvs. salighed.
Gradvist blev betegnelsen "beat-generationen" erstattet af "beatnik", selvom historikere stadig henviser til den første betegnelse. Siden 1958 er "beatnik" blevet brugt til at betegne en anti-materialistisk litterær bevægelse, der begyndte med Kerouac i 1948, og som strakte sig ind i 1960'erne. Mange historikere har hævdet, at beatnik-filosofien med dens anti-materialisme og grundlæggende sjælesøgende etos har påvirket sangtekster hos populære grupper i 1960'erne, f.eks. Pink Floyds første plader og The Beatles, samt været en forløber for hippie-generationen.
I slutningen af 1950'erne var der en tendens blandt unge studerende og håbefulde skribenter til at efterligne forfattere som Kerouac og John Clellon Holmes. Typisk havde mændene fipskæg og gik med alpehuer, rullede deres egne cigaretter og spillede på bongotrommer. Kvindemoden omfattede sort trikot og langt lige hår. Det var et oprør mod datidens middelklasses standarder, der forventede, at kvinder fik deres hår permanentet.
Medlemmerne af subkulturen foretrak ofte vin, kaffe eller te frem for mere almindelige drikkevarer som f.eks. øl og spiritus. Marijuana blev også forbundet med beatnik-subkulturen. I 1950'erne blev beatknikkernes syn på stoffer yderligere påvirket af forfatteren Aldous Huxleys populære bog The Doors of Perception.
Generelt var beatnik-filosofien modkulturel, anti-materialistisk og med vægt på betydningen af at forbedre ens indre selv frem for at forbedre ens materielle status. På trods af forsøgene på at antyde en forbindelse med kommunismen var der ingen direkte forbindelse mellem beatnik-filosofien (som den kom til udtryk hos de førende forfattere) og den kommunistiske filosofi, andet end den modvilje, som begge bevægelser nærede mod kapitalismen. Denne forbindelse er dog af tvivlsom karakter pga. det tydelige åndelige element i beatnik-filosofien, i modsætning til den marxistiske filosofis anti-spirituelle holdning. For eksempel begyndte mange beatnik-forfattere at dyrke østens religioner, f.eks. buddhismen og taoismen.
De fleste beatniks var liberale og lettere venstreorienterede; mange af dem støttede de sortes kamp for lige rettigheder, og de var åbne over for afrikansk-amerikansk kultur og kunst, hvilket afspejles i beatnik-musik og -litteratur, f.eks. deres forkærlighed for jazz. I denne henseende var beatniks forud for deres tid i betragtning af de ofte anstrengte raceforhold i det amerikanske samfund.